# (73448) 2002 NS13
(73448) 2002 NS13 – planetoida z pasa głównego asteroid okrążająca Słońce w ciągu 5,42 lat w średniej odległości 3,09 j.a. Odkryta 4 lipca 2002 roku.